# Etruskische tempel

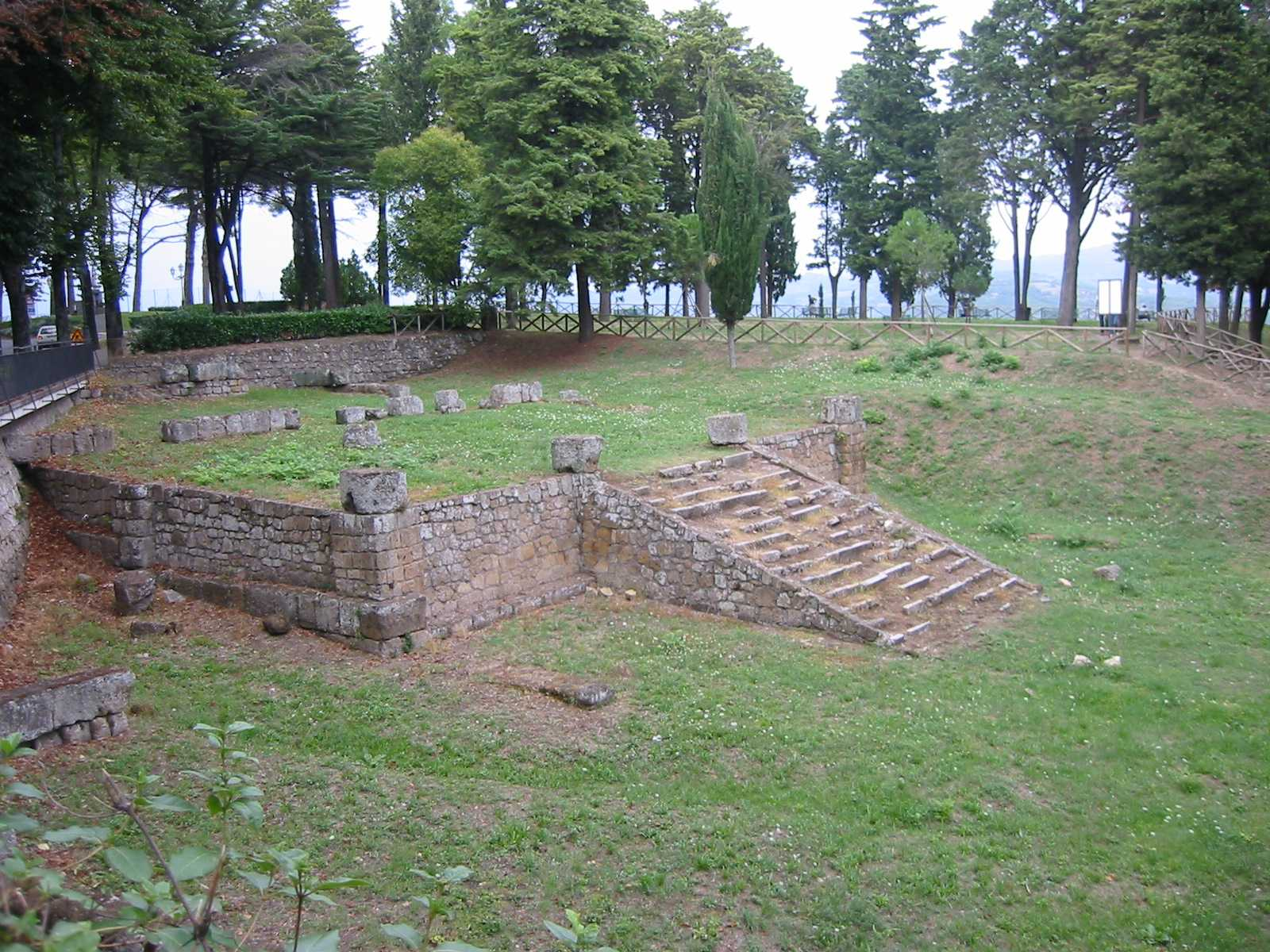
Fundament van een Etruskische Belvedere-tempel bij Orvieto

Een Etruskische tempel is een tempel zoals deze door de Etrusken werd gebouwd. Omdat deze tempels van vergankelijke materialen werden gebouwd zoals hout en gedroogde leem zijn er geen bewaard gebleven. Wel zijn er diverse fundamenten teruggevonden.
De belangrijkste bron met betrekking tot Etruskische tempels was eeuwenlang Vitruvius die in boek IV van zijn De architectura de opbouw van Etruskische tempels beschrijft. 
Archeologisch onderzoek in de afgelopen eeuwen heeft aangetoond dat de plattegronden van de Etruskische tempels meer variatie vertoonden dan Vitruvius meldt. Bovendien is dankzij opgravingen veel meer bekend geworden over de constructie en versiering van Etruskische tempels.

## Ontwikkeling en types
De oudste tempels uit de zesde eeuw v.Chr bestonden uit een enkele cella waarvan het dak in het midden op twee plaatsen werd ondersteund (Veii – Piazza d´Armi). Pas sinds de late zesde eeuw komen er tempels voor waarbij het achterste deel in drieën verdeeld is (Veii – Portonaccio-heiligdom, Orvieto – Belvedere-tempel, Pyrgi – Tempel A). 
In tegenstelling tot de Romeinse triastempel op de Capitolijn diende alleen de middelste ruimte voor de cultus van één god. De functie van de beide nevenruimten (alae) is omstreden.
Opgravingen uit de laatste decennia hebben in het kerngebied van de Etrusken verschillende andere typen tempels aan het licht gebracht. Er zijn peripteroi gevonden, ontleend aan de Oud-Griekse architectuur (Pyrgi – Tempel B), religieuze gebouwen met een omringende zuilengalerij (Tolfa), cultusruimten bestaande uit een enkel vertrek met een temenosmuur (Bolsena – Poggio Casetta) en Etruskische tempels met een of meer voorterrassen (Tarquinia – Ara della Regina, Talamone – Talamonaccio).

## Architectuur en decoratie
Een Etruskiche tempel staat gewoonlijk op een stenen podium dat toegankelijk is via een stenen trap aan de voorzijde. Alleen het podium en de fundamenten waren van steen, de rest van de constructie bestond uit hout en leem. Het dak was met gebrande en beschilderde terracotta platen bedekt. De afstand tussen de zuilen was te groot voor een stenen hoofdgestel. Verder had het dak een grote overkraging.
Bij opgravingen worden geregeld de plastisch vormgegeven antefixen van de dakrand gevonden, evenals bekledingsplaten en plastische hoogreliëfs (antepagmenta) die ter bescherming van de balkkoppen werden aangebracht. 
In tegenstelling tot de Griekse tempel was het fronton van de Etruskische tempel tot in de derde eeuw v.Chr. open. In latere tijd werd het gevelveld van het fronton versierd met terracotta of vergulde bronzen beelden. Vitruvius noemt dit de Etruskische stijl.
Plinius de Oudere (circa 23 n.Chr.-79 n.Chr.) meldt dat het interieur vaak met beschilderde stucreliëfs was versierd. Archeologisch is dit in enkele gevallen ook aangetoond  (Falerii – Tempel van Celle, Pyrgi – Tempel A).

## Etruskische invloed op deRomeinse tempelbouw

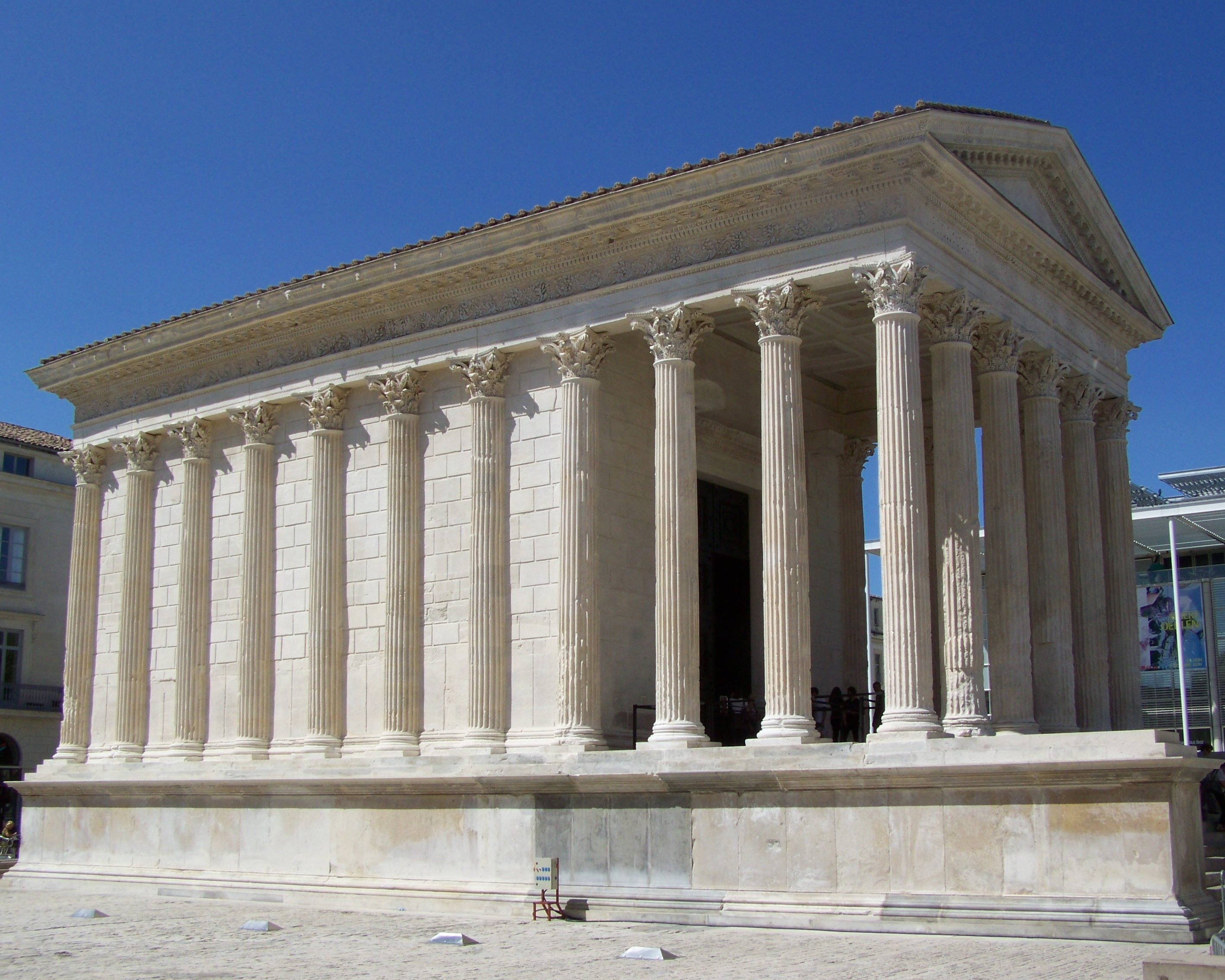
Het Maison Carrée in Nîmes. Romeinse tempel die alleen frontaal betreden kan worden

De zeer belangrijke Romeinse tempel op de Capitolijn, de Tempel van Jupiter Optimus Maximus, was in het begin van de zesde eeuw v.Chr. gebouwd door Etruskische handwerkslieden. De bouw van de tempel werd begonnen ten tijde van de Romeinse koning Tarquinius Priscus (koning van 616 - 578 v.Chr.).
Ook de Tempel van Ceres op de Aventijn bij het Circus Maximus had een Etruskische constructie. Deze tempel werd in 31 v.Chr. door brand verwoest. Een andere tempel in Etruskische stijl was de Tempel van Hercules Pompeianus.
Vitruvius behandelt Etruskische tempels in zijn De architectura vrij summier. Etruskische tempels behoorden door de afstand tussen de zuilen tot de aerostyloi. Over aerostylos tempels is Vitruvius echter niet erg te spreken, hij vond ze  ..., zwaar van dak, onaanzienlijk en breed ('varicae, barycephalae, humiles, latae).
Latere Romeinse tempels behielden enkele Etruskische karakteristieken waardoor ze zich onderscheiden van Griekse tempels. Een Romeinse tempel heeft een duidelijke voorkant. Alleen van deze kant kan men via een trap aan de voorzijde de pronaos en vervolgens de cella bereiken.